# Prapovijesna nekropola pod tumulima Podstenje
Prapovijesna nekropola pod tumulima Podstenje je arheološko nalazište na lokaciji Radoboj.

## Opis
Arheološki lokalitet „Prapovijesna nekropola pod tumulima“ nalazi se u šumi, na lokalitetu toponima „Podstenje“, u općini Radoboj. Sastoji se od desetak grobnih humaka kružne osnove, promjera od 5 -7 m i visine do cca 1 m, nasipanih zemljom.
Ovu, jedinstvenu nekropolu pod tumulima u Krapinsko zagorskoj županiji, može se na osnovu tipoloških svojstva ovdje pronađene arheološke građe, datirati u razdoblje starijeg željeznog doba (Hallstatt).

## Zaštita
Pod oznakom Z-7067 zavedena je kao zaštićeno kulturno dobro - pojedinačno, pravna statusa zaštićena kulturnog dobra.